# Hiệp hội Cà phê Hảo Hạng Hoa Kỳ (SCAA)
Hiệp hội cà phê hảo hạng Hoa Kỳ (SCAA), được thành lập năm 1982, là một tổ chức thương mại phi lợi nhuận cho ngành công nghiệp cà phê hảo hạng. Với các thành viên ở hơn 40 quốc gia, SCAA đại diện cho các phân khúc khác nhau của ngành cà phê đặc sản, bao gồm nhà sản xuất, nhà rang xay, nhà nhập khẩu / xuất khẩu và nhà bán lẻ.
Năm 2005, ban lãnh đạo phát hiện ra cựu Giám đốc điều hành Scott Welker đã biển thủ hơn  465,000$. Các thành viên SCAA đã đóng góp một phần tư triệu đô la ngoài các khoản phí thành viên để duy trì hoạt động của tổ chức. Năm 2009, Tòa án Liên bang Hoa Kỳ tại Santa Ana, California đã kết án Welker 33 tháng tù tại nhà giam liên bang.
Vào tháng 1 năm 2017, Hiệp hội Cà phê Hảo Hạng của Hoa Kỳ và Hiệp hội Cà phê Hảo Hạng của Châu Âu đã sáp nhập và lập ra Hiệp hội Cà phê Hảo Hạng viết tắt là SCA. SCA hiện nay có hơn 10.000 thành viên.